# 日々 (吉田山田の曲)
「日々」（ひび）は、吉田山田の楽曲。2013年12月18日に10作目のシングルとして発売された。2013年12月から2014年1月にかけてNHKの音楽番組『みんなのうた』で放送され、以降定期的に再放送されている。
2014年8月27日に『日々 (みんなのうた映像付)』として、CDとDVDの2枚組で再発売された。

## 概要
「日々」は、2013年12月から2014年1月にかけてNHKの音楽番組『みんなのうた』で放送された楽曲で、アニメーションを白石慶子が手掛け、キャラクターデザインを吉田山田の山田義孝が手がけた。放送後、SNSやクチコミで「泣ける」「感動した」という声が上がり、以降複数回再放送された。
アニメーション映像のリリースの問い合わせが殺到し、2014年8月27日に『日々 (みんなのうた映像付)』として、「日々」のアニメーション映像とミュージック・ビデオ、アルバム『吉田山田』の収録曲「カシスオレンジ」と「魔法のような」のミュージック・ビデオを収録したDVDとの2枚組で再発売された。
2016年3月18日時点で、YouTubeでのミュージック・ビデオが870万回を超える再生回数、配信では25万ダウンロードを超えるダウンロード数を記録した。日本レコード協会から有料音楽配信作品でプラチナ認定を受けた。

## 収録曲

### 通常盤
| #         | タイトル                    | 作詞      | 作曲      | 編曲              | 時間  |
| --------- | --------------------------- | --------- | --------- | ----------------- | ----- |
| 1.        | 「日々」                    | 吉田山田  | 吉田山田  | 吉俣良 吉田山田   | 4:49  |
| 2.        | 「イッパツ」                | 吉田結威  | 吉田山田  | 吉田山田 浅野尚志 | 4:52  |
| 3.        | 「日々 (Instrumental)」     |           |           |                   | 4:49  |
| 4.        | 「イッパツ (Instrumental)」 |           |           |                   | 4:47  |
| 合計時間: | 合計時間:                   | 合計時間: | 合計時間: | 合計時間:         | 19:17 |

### みんなのうた映像付
| #         | タイトル                                  | 作詞      | 作曲      | 編曲              | 時間  |
| --------- | ----------------------------------------- | --------- | --------- | ----------------- | ----- |
| 1.        | 「日々」                                  | 吉田山田  | 吉田山田  | 吉俣良 吉田山田   | 4:47  |
| 2.        | 「僕らのためのストーリー」                | 吉田結威  | 吉田結威  | 吉田山田 浅野尚志 | 5:51  |
| 3.        | 「日々 (Instrumental)」                   |           |           |                   | 4:48  |
| 4.        | 「僕らのためのストーリー (Instrumental)」 |           |           |                   | 5:49  |
| 合計時間: | 合計時間:                                 | 合計時間: | 合計時間: | 合計時間:         | 21:15 |

| #  | タイトル                        | 作詞 | 作曲・編曲 |
| -- | ------------------------------- | ---- | ---------- |
| 1. | 「日々」(みんなのうた映像)      |      |            |
| 2. | 「日々」(Music Video)           |      |            |
| 3. | 「カシスオレンジ」(Music Video) |      |            |
| 4. | 「魔法のような」(Music Video)   |      |            |